# Himantura fai
Himantura fai är en rockeart som beskrevs av Jordan och Alvin Seale 1906. Himantura fai ingår i släktet Himantura och familjen spjutrockor. IUCN kategoriserar arten globalt som livskraftig. Inga underarter finns listade i Catalogue of Life.